# 阿夫頓 (路易斯安那州)
阿夫頓（英語：Afton）是位於美國路易斯安那州麥迪遜堂區的一個非建制地區。

## 地理
阿夫頓所處的海拔為高於海平面26米（即85英呎），而該地所採用的時區為UTC-6，即北美中部時區（CST）。同時該地設有夏令時間，為UTC-6調快一小時，即UTC-5（CDT）。